# Copa Colombia 2008
La Copa Colombia 2008 (conocida como Copa Postobón 2008 por motivos de patrocinio) fue la sexta (6 a) edición del torneo nacional de Copa organizado por la División Mayor del Fútbol Colombiano que regresó a su disputa después de 19 años de ausencia.
En la reaparición del torneo se contó como novedad el enfrentamiento inédito entre los clubes de las categorías Primera A y Primera B del fútbol profesional en Colombia, contando con el patrocinio de Postobón.
El torneo comenzó el 12 de marzo, y concluyó el 20 de noviembre. El campeón fue La Equidad, que superó en la final a Once Caldas en el marcador agregado de 4-3, logrando así un cupo para participar en la Copa Sudamericana 2009.

## Sistema de juego
La organización de esta copa se hizo de la siguiente forma:
Los 36 clubes de las categorías A y B fueron distribuidos en seis grupos regionales de seis equipos cada uno. En la fase de grupos clasifican los dos primeros equipos de cada grupo.
Después, entre los doce equipos clasificados habrá enfrentamientos directos. Seis saldrán eliminados, mientras los restantes buscarán tres cupos directos y el mejor segundo de los eliminados también avanza hasta la etapa semifinal.
Luego habrá enfrentamientos directos entre los cuatro equipos, de los cuales dos disputarán la final del torneo, donde el campeón del torneo ganará un cupo para representar a Colombia en la Copa Sudamericana 2009.

## Equipos participantes
Estos son los equipos participantes para la edición de 2008 a partir de la fase de grupos regionales.
| Categoría Primera A | Categoría Primera A |
| --- | --- |
| - América de Cali - Atlético Bucaramanga - Atlético Huila - Atlético Nacional - Boyacá Chicó - Cúcuta Deportivo - Deportes Quindío - Deportes Tolima - Deportivo Cali | - Deportivo Pasto - Deportivo Pereira - Envigado F. C. - Independiente Medellín - Junior - La Equidad - Millonarios - Once Caldas - Santa Fe |

| Categoría Primera B | Categoría Primera B |
| --- | --- |
| - Academia F. C. - Alianza Petrolera - Barranquilla F. C. - Bogotá F. C. - Centauros - Córdoba F. C. - Cortuluá - Depor Jamundí - Deportivo Rionegro | - Expreso Rojo - Girardot F. C. - Itagüí Ditaires - Juventud Soacha - Patriotas - Real Cartagena - Real Santander - Unión Magdalena - Valledupar F. C. |

## Fechas y resultados

### Fase de grupos regionales
Este es el sistema de grupos aprobado para la realización del torneo.

|  | Clasificado a la segunda fase. |
|  | Eliminado.                     |

#### Grupo A
Equipos pertenecientes a la Costa Atlántica.
| Equipo             | Pts | PJ | PG | PE | PP | GF | GC | DIF |
| ------------------ | --- | -- | -- | -- | -- | -- | -- | --- |
| Junior             | 20  | 10 | 6  | 2  | 2  | 15 | 8  | 7   |
| Unión Magdalena    | 19  | 10 | 6  | 1  | 3  | 13 | 7  | 6   |
| Barranquilla F. C. | 19  | 10 | 6  | 1  | 3  | 10 | 6  | 4   |
| Real Cartagena     | 13  | 10 | 4  | 1  | 5  | 6  | 6  | 0   |
| Córdoba F. C.      | 10  | 10 | 3  | 1  | 6  | 6  | 12 | -6  |
| Valledupar F. C.   | 6   | 10 | 2  | 0  | 8  | 5  | 16 | -11 |

| Fecha        | Local        |     | Visitante    |              | Local      |              | Visitante    |     | Local        |     | Visitante |
| ------------ | ------------ | --- | ------------ | ------------ | ---------- | ------------ | ------------ | --- | ------------ | --- | --------- |
| 12 de marzo  | Barranquilla | 2:1 | Magdalena    |              | Valledupar | 1:2          | Junior       |     | Córdoba      | 1:0 | Cartagena |
| 26 de marzo  | Magdalena    | 2:0 | Córdoba      | Junior       | 1:0        | Barranquilla | Cartagena    | 2:0 | Valledupar   |     |           |
| 9 de abril   | Magdalena    | 1:1 | Junior       | Barranquilla | 1:0        | Cartagena    | Córdoba      | 0:2 | Valledupar   |     |           |
| 30 de abril  | Córdoba      | 1:0 | Junior       | Cartagena    | 1:0        | Magdalena    | Valledupar   | 0:1 | Barranquilla |     |           |
| 7 de mayo    | Junior       | 2:1 | Cartagena    | Magdalena    | 2:0        | Valledupar   | Barranquilla | 1:0 | Córdooba     |     |           |
| 28 de mayo   | Magdalena    | 2:0 | Barranquilla | Junior       | 4:0        | Valledupar   | Cartagena    | 0:0 | Córdoba      |     |           |
| 4 de junio   | Córdoba      | 2:1 | Magdalena    | Barranquilla | 0:0        | Junior       | Valledupar   | 0:1 | Cartagena    |     |           |
| 30 de julio  | Junior       | 1:2 | Magdalena    | Cartagena    | 1:0        | Barranquilla | Valledupar   | 1:0 | Córdoba      |     |           |
| 6 de agosto  | Junior       | 3:2 | Córdoba      | Magdalena    | 1:0        | Cartagena    | Barranquilla | 3:1 | Valledupar   |     |           |
| 13 de agosto | Cartagena    | 0:1 | Junior       | Valledupar   | 0:1        | Magdalena    | Córdoba      | 0:2 | Barranquilla |     |           |

#### Grupo B
Equipos pertenecientes a la Región Paisa.
| Equipo                 | Pts | PJ | PG | PE | PP | GF | GC | DF  |
| ---------------------- | --- | -- | -- | -- | -- | -- | -- | --- |
| Atlético Nacional      | 21  | 10 | 6  | 3  | 1  | 12 | 5  | 7   |
| Envigado F. C.         | 15  | 10 | 4  | 3  | 3  | 17 | 8  | 9   |
| Independiente Medellín | 15  | 10 | 4  | 3  | 3  | 12 | 12 | 0   |
| Deportivo Pereira      | 11  | 10 | 2  | 5  | 3  | 11 | 9  | 2   |
| Deportivo Rionegro     | 9   | 10 | 2  | 3  | 5  | 8  | 16 | -8  |
| Itagüí Ditaires        | 9   | 10 | 2  | 3  | 5  | 8  | 18 | -10 |

| Fecha        | Local    |     | Visitante |          | Local    |          | Visitante |     | Local    |     | Visitante |
| ------------ | -------- | --- | --------- | -------- | -------- | -------- | --------- | --- | -------- | --- | --------- |
| 12 de marzo  | Nacional | 2:0 | Pereira   |          | Rionegro | 1:3      | Envigado  |     | B. Cauca | 2:2 | Medellín  |
| 26 de marzo  | Pereira  | 1:1 | B. Cauca  | Envigado | 1:2      | Nacional | Medellín  | 0:2 | Rionegro |     |           |
| 9 de abril   | Pereira  | 0:1 | Envigado  | Nacional | 3:1      | Medellín | B. Cauca  | 2:0 | Rionegro |     |           |
| 30 de abril  | B. Cauca | 0:0 | Envigado  | Medellín | 1:1      | Pereira  | Rionegro  | 0:0 | Nacional |     |           |
| 7 de mayo    | Envigado | 0:0 | Medellín  | Pereira  | 4:0      | Rionegro | Nacional  | 1:0 | B. Cauca |     |           |
| 28 de mayo   | Pereira  | 0:0 | Nacional  | Envigado | 3:1      | Rionegro | Medellín  | 3:0 | B. Cauca |     |           |
| 4 de junio   | B. Cauca | 1:0 | Pereira   | Nacional | 1:0      | Envigado | Rionegro  | 1:2 | Medellín |     |           |
| 30 de julio  | Envigado | 1:1 | Pereira   | Medellín | 1:0      | Nacional | Rionegro  | 1:0 | Itagüí   |     |           |
| 6 de agosto  | Envigado | 7:0 | Itagüí    | Pereira  | 2:0      | Medellín | Nacional  | 0:0 | Rionegro |     |           |
| 13 de agosto | Medellín | 2:1 | Envigado  | Rionegro | 2:2      | Pereira  | Itagüí    | 2:3 | Nacional |     |           |

#### Grupo C
Equipos pertenecientes a la Región de los Santanderes y Boyacá.
| Equipo               | Pts | PJ | PG | PE | PP | GF | GC | DIF |
| -------------------- | --- | -- | -- | -- | -- | -- | -- | --- |
| Boyacá Chicó         | 20  | 10 | 6  | 2  | 2  | 21 | 9  | 12  |
| Cúcuta Deportivo     | 17  | 10 | 5  | 2  | 3  | 13 | 10 | 3   |
| Real Santander       | 17  | 10 | 5  | 2  | 3  | 14 | 15 | -1  |
| Atlético Bucaramanga | 15  | 10 | 4  | 3  | 3  | 15 | 8  | 7   |
| Alianza Petrolera    | 11  | 10 | 3  | 2  | 5  | 10 | 14 | -4  |
| Patriotas            | 3   | 10 | 0  | 3  | 7  | 6  | 23 | -17 |

| Fecha        | Local       |     | Visitante   |             | Local     |             | Visitante |     | Local     |     | Visitante |
| ------------ | ----------- | --- | ----------- | ----------- | --------- | ----------- | --------- | --- | --------- | --- | --------- |
| 12 de marzo  | Petrolera   | 0:0 | Bucaramanga |             | Santander | 1:1         | Patriotas |     | Chicó     | 3:0 | Cúcuta    |
| 26 de marzo  | Bucaramanga | 0:2 | Chicó       | Patriotas   | 1:2       | Petrolera   | Cúcuta    | 1:1 | Santander |     |           |
| 9 de abril   | Bucaramanga | 7:0 | Patriotas   | Petrolera   | 2:0       | Cúcuta      | Chicó     | 8:1 | Santander |     |           |
| 30 de abril  | Chicó       | 2:1 | Patriotas   | Cúcuta      | 0:2       | Bucaramanga | Santander | 1:0 | Petrolera |     |           |
| 7 de mayo    | Patriotas   | 1:1 | Cúcuta      | Bucaramanga | 2:0       | Santander   | Petrolera | 2:2 | Chicó     |     |           |
| 28 de mayo   | Bucaramanga | 2:1 | Petrolera   | Patriotas   | 0:2       | Santander   | Cúcuta    | 3:0 | Chicó     |     |           |
| 4 de junio   | Chicó       | 0:0 | Bucaramanga | Petrolera   | 3:1       | Patriotas   | Santander | 1:2 | Cúcuta    |     |           |
| 30 de julio  | Patriotas   | 1:1 | Bucaramanga | Cúcuta      | 2:0       | Petrolera   | Santander | 2:0 | Chicó     |     |           |
| 6 de agosto  | Patriotas   | 0:1 | Chicó       | Bucaramanga | 0:1       | Cúcuta      | Petrolera | 0:2 | Santander |     |           |
| 30 de agosto | Cúcuta      | 3:0 | Patriotas   | Santander   | 3:1       | Bucaramanga | Chicó     | 3:0 | Petrolera |     |           |

#### Grupo D
Equipos pertenecientes a Bogotá y Villavicencio.
| Equipo       | Pts | PJ | PG | PE | PP | GF | GC | DIF |
| ------------ | --- | -- | -- | -- | -- | -- | -- | --- |
| La Equidad   | 20  | 10 | 5  | 5  | 0  | 14 | 8  | 6   |
| Centauros    | 16  | 10 | 5  | 1  | 4  | 15 | 14 | 1   |
| Santa Fe     | 16  | 10 | 4  | 4  | 2  | 9  | 8  | 1   |
| Academia     | 13  | 10 | 3  | 4  | 3  | 8  | 8  | 0   |
| Millonarios  | 12  | 10 | 3  | 3  | 4  | 10 | 8  | 2   |
| Bogotá F. C. | 3   | 10 | 0  | 3  | 7  | 3  | 13 | -10 |

| Fecha        | Local       |     | Visitante   |             | Local    |             | Visitante  |     | Local     |     | Visitante |
| ------------ | ----------- | --- | ----------- | ----------- | -------- | ----------- | ---------- | --- | --------- | --- | --------- |
| 12 de marzo  | Academia    | 1:0 | Millonarios |             | Santa Fe | 1:1         | La Equidad |     | Centauros | 3:1 | Bogotá    |
| 26 de marzo  | Millonarios | 3:0 | Centauros   | La Equidad  | 0:0      | Academia    | Bogotá     | 0:0 | Santa Fe  |     |           |
| 9 de abril   | Millonarios | 2:2 | La Equidad  | Academia    | 2:1      | Bogotá      | Centauros  | 3:0 | Santa Fe  |     |           |
| 30 de abril  | Centauros   | 1:2 | La Equidad  | Bogotá      | 0:0      | Millonarios | Santa Fe   | 2:1 | Academia  |     |           |
| 7 de mayo    | La Equidad  | 1:0 | Bogotá      | Millonarios | 2:0      | Santa Fe    | Academia   | 2:0 | Centauros |     |           |
| 28 de mayo   | Millonarios | 0:0 | Academia    | La Equidad  | 0:0      | Santa Fe    | Bogotá     | 1:2 | Centauros |     |           |
| 4 de junio   | Centauros   | 2:0 | Millonarios | Academia    | 1:2      | La Equidad  | Santa Fe   | 1:0 | Bogotá    |     |           |
| 30 de julio  | La Equidad  | 2:1 | Millonarios | Bogotá      | 0:0      | Academia    | Santa Fe   | 3:0 | Centauros |     |           |
| 6 de agosto  | La Equidad  | 2:2 | Centauros   | Millonarios | 2:0      | Bogotá      | Academia   | 1:1 | Santa Fe  |     |           |
| 13 de agosto | Bogotá      | 0:2 | La Equidad  | Santa Fe    | 1:0      | Millonarios | Centauros  | 2:0 | Academia  |     |           |

#### Grupo E
Equipos pertenecientes a la Región Pacífica.
| Equipo           | Pts | PJ | PG | PE | PP | GF | GC | DIF |
| ---------------- | --- | -- | -- | -- | -- | -- | -- | --- |
| Deportivo Cali   | 20  | 10 | 6  | 2  | 2  | 18 | 6  | 12  |
| Depor F. C.      | 18  | 10 | 6  | 0  | 4  | 11 | 10 | 1   |
| Deportivo Pasto  | 18  | 10 | 5  | 3  | 2  | 11 | 11 | 0   |
| Deportes Quindío | 15  | 10 | 4  | 3  | 3  | 8  | 9  | -1  |
| Cortuluá         | 9   | 10 | 2  | 3  | 5  | 9  | 14 | -5  |
| América de Cali  | 4   | 10 | 1  | 1  | 8  | 6  | 13 | -7  |

| Fecha        | Local    |     | Visitante |         | Local |         | Visitante |     | Local    |     | Visitante |
| ------------ | -------- | --- | --------- | ------- | ----- | ------- | --------- | --- | -------- | --- | --------- |
| 12 de marzo  | Pasto    | 2:1 | América   |         | Cali  | 3:0     | Depor     |     | Cortuluá | 1:1 | Quindío   |
| 26 de marzo  | América  | 1:2 | Cortuluá  | Depor   | 2:0   | Pasto   | Quindío   | 3:2 | Cali     |     |           |
| 9 de abril   | América  | 0:1 | Depor     | Pasto   | 1:0   | Quindío | Cortuluá  | 1:1 | Cali     |     |           |
| 30 de abril  | Cortuluá | 1:2 | Depor     | Quindío | 1:0   | América | Cali      | 4:0 | Pasto    |     |           |
| 7 de mayo    | Depor    | 2:0 | Quindío   | América | 0:1   | Cali    | Pasto     | 1:0 | Cortuluá |     |           |
| 28 de mayo   | América  | 2:3 | Pasto     | Depor   | 2:1   | Cali    | Quindío   | 1:0 | Cortuluá |     |           |
| 4 de junio   | Cortuluá | 1:2 | América   | Pasto   | 2:0   | Depor   | Cali      | 2:0 | Quindío  |     |           |
| 30 de julio  | Depor    | 1:0 | América   | Quindío | 1:1   | Pasto   | Cali      | 3:0 | Cortuluá |     |           |
| 6 de agosto  | Depor    | 1:2 | Cortuluá  | América | 0:0   | Quindío | Pasto     | 0:0 | Cali     |     |           |
| 13 de agosto | Quindío  | 1:0 | Depor     | Cali    | 1:0   | América | Cortuluá  | 1:1 | Pasto    |     |           |

#### Grupo F
Equipos pertenecientes al centro-occidente del país.
| Equipo          | Pts | PJ | PG | PE | PP | GF | GC | DIF |
| --------------- | --- | -- | -- | -- | -- | -- | -- | --- |
| Once Caldas     | 20  | 10 | 5  | 5  | 0  | 22 | 9  | 13  |
| Expreso Rojo    | 20  | 10 | 5  | 5  | 0  | 10 | 4  | 6   |
| Deportes Tolima | 17  | 10 | 5  | 2  | 3  | 19 | 12 | 7   |
| Atlético Huila  | 11  | 10 | 2  | 5  | 3  | 13 | 13 | 0   |
| Girardot F. C.  | 6   | 10 | 1  | 3  | 6  | 8  | 26 | -18 |
| Juventud Soacha | 5   | 10 | 1  | 2  | 7  | 8  | 16 | -8  |

| Fecha        | Local    |     | Visitante |             | Local       |             | Visitante   |     | Local       |     | Visitante |
| ------------ | -------- | --- | --------- | ----------- | ----------- | ----------- | ----------- | --- | ----------- | --- | --------- |
| 12 de marzo  | Girardot | 0:2 | Soacha    |             | Once Caldas | 5:4         | Huila       |     | Tolima      | 0:2 | Expreso   |
| 26 de marzo  | Soacha   | 1:2 | Tolima    | Huila       | 1:2         | Girardot    | Expreso     | 0:0 | Once Caldas |     |           |
| 9 de abril   | Soacha   | 0:1 | Huila     | Girardot    | 1:1         | Expreso     | Tolima      | 1:1 | Once Caldas |     |           |
| 30 de abril  | Tolima   | 2:2 | Huila     | Expreso     | 2:1         | Soacha      | Once Caldas | 5:0 | Girardot    |     |           |
| 7 de mayo    | Huila    | 1:1 | Expreso   | Soacha      | 2:2         | Once Caldas | Girardot    | 2:6 | Tolima      |     |           |
| 28 de mayo   | Soacha   | 1:1 | Girardot  | Huila       | 0:0         | Once Caldas | Expreso     | 1:0 | Tolima      |     |           |
| 4 de junio   | Tolima   | 3:1 | Soacha    | Girardot    | 1:1         | Huila       | Once Caldas | 1:1 | Expreso     |     |           |
| 30 de julio  | Huila    | 2:0 | Soacha    | Expreso     | 1:0         | Girardot    | Once Caldas | 1:0 | Tolima      |     |           |
| 6 de agosto  | Huila    | 1:2 | Tolima    | Soacha      | 0:1         | Expreso     | Girardot    | 1:5 | Once Caldas |     |           |
| 13 de agosto | Expreso  | 0:0 | Huila     | Once Caldas | 2:0         | Soacha      | Tolima      | 3:0 | Girardot    |     |           |

### Segunda fase
| Serie | Fecha        | Local            |     | Visitante         | Fecha           | Local             |     | Visitante        |
| ----- | ------------ | ---------------- | --- | ----------------- | --------------- | ----------------- | --- | ---------------- |
| 1     | 27 de agosto | Envigado F. C.   | 1:0 | Junior            | 3 de septiembre | Junior            | 3:2 | Envigado F. C.   |
| 2     | 27 de agosto | Unión Magdalena  | 2:2 | Atlético Nacional | 3 de septiembre | Atlético Nacional | 4:0 | Unión Magdalena  |
| 3     | 27 de agosto | Centauros        | 1:0 | Boyacá Chicó      | 3 de septiembre | Boyacá Chicó      | 6:1 | Centauros        |
| 4     | 27 de agosto | Cúcuta Deportivo | 0:0 | La Equidad        | 3 de septiembre | La Equidad        | 2:0 | Cúcuta Deportivo |
| 5     | 27 de agosto | Expreso Rojo     | 2:1 | Deportivo Cali    | 3 de septiembre | Deportivo Cali    | 0:1 | Expreso Rojo     |
| 6     | 27 de agosto | Depor F. C.      | 1:0 | Once Caldas       | 3 de septiembre | Once Caldas       | 7:4 | Depor F. C.      |

### Tercera fase
Los tres vencedores de las series y el perdedor afortunado por mayor puntaje, clasificarán a las semifinales.
| Serie | Fecha            | Local          |     | Visitante         | Fecha        | Local             |     | Visitante      |
| ----- | ---------------- | -------------- | --- | ----------------- | ------------ | ----------------- | --- | -------------- |
| A     | 17 de septiembre | Envigado F. C. | 2:1 | La Equidad        | 1 de octubre | La Equidad        | 3:1 | Envigado F. C. |
| B     | 17 de septiembre | Expreso Rojo   | 2:0 | Atlético Nacional | 1 de octubre | Atlético Nacional | 1:0 | Expreso Rojo   |
| C     | 17 de septiembre | Boyacá Chicó   | 1:1 | Once Caldas       | 1 de octubre | Once Caldas       | 3:1 | Boyacá Chicó   |

#### Tabla para definir al perdedor afortunado
| Equipo            | Pts | PJ | PG | PE | PP | GF | GC | DIF |
| ----------------- | --- | -- | -- | -- | -- | -- | -- | --- |
| Envigado F. C.    | 3   | 2  | 1  | 0  | 1  | 3  | 4  | -1  |
| Atlético Nacional | 3   | 2  | 1  | 0  | 1  | 1  | 2  | -1  |
| Boyacá Chicó      | 1   | 2  | 0  | 1  | 1  | 2  | 4  | -2  |

### Semifinales
| 8 de octubre | Envigado F. C. | 0:0     | La Equidad | Estadio Polideportivo Sur, Envigado |             |
| 15:30        |                | Reporte |            | Árbitro(s):                         | Árbitro(s): |

| 6 de noviembre | La Equidad                                          | 4:1 (1:0) | Envigado F. C. | Estadio Metropolitano de Techo, Bogotá |             |
| 15:30          | Martínez 33' · Caicedo 48' · Arango 77' · Motta 83' | Reporte   | 80' Silvera    | Árbitro(s):                            | Árbitro(s): |

| 8 de octubre | Expreso Rojo | 0:1 (0:1) | Once Caldas | Estadio Fernando Mazuera Villegas, Fusagasugá |             |
| 15:30        |              | Reporte   | Castillo    | Árbitro(s):                                   | Árbitro(s): |

| 6 de noviembre | Once Caldas | 0:0     | Expreso Rojo | Estadio Palogrande, Manizales |                          |
| 19:30          |             | Reporte |              | Árbitro(s): Luis Sánchez      | Árbitro(s): Luis Sánchez |

### Final
| 12 de noviembre | La Equidad | 1:0 (0:0) | Once Caldas | Estadio Metropolitano de Techo, Bogotá |                              |
| 15:30           | Motta 47'  | Reporte   |             | Árbitro(s): Wilson Lamouroux           | Árbitro(s): Wilson Lamouroux |

| 20 de noviembre | Once Caldas                        | 3:3 (2:3) | La Equidad                           | Estadio Palogrande, Manizales |                          |
| 19:30           | Pérez 21' · Carreño 26' · Fano 55' | Reporte   | Carpintero 16', 23' · Sinisterra 19' | Árbitro(s): Imer Machado      | Árbitro(s): Imer Machado |

|                                |
| Bandera de Colombia            |
| Campeón La Equidad 1.er título |

## Estadísticas

### Tabla general
| Equipo | Equipo                 | Pts | PJ | PG | PE | PP | GF | GC | Dif | Rend  |
| ------ | ---------------------- | --- | -- | -- | -- | -- | -- | -- | --- | ----- |
| 1      | La Equidad             | 35  | 18 | 9  | 8  | 1  | 28 | 15 | 13  | 64.8% |
| 2      | Once Caldas            | 32  | 18 | 8  | 8  | 2  | 37 | 20 | 17  | 59.3% |
| 3      | Expreso Rojo           | 30  | 16 | 8  | 6  | 2  | 15 | 7  | 8   | 62.5% |
| 4      | Envigado F. C.         | 22  | 16 | 6  | 4  | 6  | 24 | 19 | 5   | 45.8% |
| 5      | Atlético Nacional      | 28  | 14 | 8  | 4  | 2  | 19 | 9  | 10  | 66.7% |
| 6      | Boyacá Chicó           | 24  | 14 | 7  | 3  | 4  | 29 | 15 | 14  | 57.1% |
| 7      | Junior                 | 23  | 12 | 7  | 2  | 3  | 18 | 11 | 7   | 63.9% |
| 8      | Depor F. C.            | 21  | 12 | 7  | 0  | 5  | 16 | 17 | -1  | 58.3% |
| 9      | Deportivo Cali         | 20  | 12 | 6  | 2  | 4  | 19 | 9  | 10  | 55.6% |
| 10     | Unión Magdalena        | 20  | 12 | 6  | 2  | 4  | 15 | 13 | 2   | 55.6% |
| 11     | Centauros              | 19  | 12 | 6  | 1  | 5  | 17 | 20 | -3  | 52.8% |
| 12     | Cúcuta Deportivo       | 18  | 12 | 5  | 3  | 4  | 13 | 12 | 1   | 50.0% |
| 13     | Barranquilla F. C.     | 19  | 10 | 6  | 1  | 3  | 10 | 6  | 4   | 63.3% |
| 14     | Deportivo Pasto        | 18  | 10 | 5  | 3  | 2  | 11 | 11 | 0   | 60.0% |
| 15     | Deportes Tolima        | 17  | 10 | 5  | 2  | 3  | 19 | 12 | 7   | 56.7% |
| 16     | Deportes Quindío       | 17  | 10 | 5  | 2  | 3  | 10 | 8  | 2   | 56.7% |
| 17     | Real Santander         | 17  | 10 | 5  | 2  | 3  | 14 | 15 | -1  | 56.7% |
| 18     | Santa Fe               | 16  | 10 | 4  | 4  | 2  | 9  | 8  | 1   | 53.3% |
| 19     | Atlético Bucaramanga   | 15  | 10 | 4  | 3  | 3  | 15 | 8  | 7   | 50.0% |
| 20     | Independiente Medellín | 15  | 10 | 4  | 3  | 3  | 12 | 12 | 0   | 50.0% |
| 21     | Academia F. C.         | 13  | 10 | 3  | 4  | 3  | 8  | 8  | 0   | 43.3% |
| 22     | Real Cartagena         | 13  | 10 | 4  | 1  | 5  | 6  | 6  | 0   | 40.0% |
| 23     | Millonarios F. C.      | 12  | 10 | 3  | 3  | 4  | 10 | 8  | 2   | 40.0% |
| 24     | Deportivo Pereira      | 11  | 10 | 2  | 5  | 3  | 11 | 9  | 2   | 36.7% |
| 25     | Atlético Huila         | 11  | 10 | 2  | 5  | 3  | 13 | 13 | 0   | 36.7% |
| 26     | Alianza Petrolera      | 11  | 10 | 3  | 2  | 5  | 10 | 14 | -4  | 36.7% |
| 27     | Córdoba F. C.          | 10  | 10 | 3  | 1  | 6  | 6  | 12 | -6  | 40.0% |
| 28     | Cortuluá               | 9   | 10 | 2  | 3  | 5  | 9  | 14 | -5  | 30.0% |
| 29     | Deportivo Rionegro     | 9   | 10 | 2  | 3  | 5  | 8  | 16 | -8  | 30.0% |
| 30     | Itagüí Ditaires        | 9   | 10 | 2  | 3  | 5  | 8  | 18 | -10 | 30.0% |
| 31     | Valledupar F. C.       | 6   | 10 | 2  | 0  | 8  | 5  | 16 | -11 | 20.0% |
| 32     | Girardot F. C.         | 6   | 10 | 1  | 3  | 6  | 8  | 26 | -18 | 20.0% |
| 33     | Juventud Soacha        | 40  | 10 | 1  | 2  | 7  | 8  | 16 | -8  | 16.7% |
| 34     | América de Cali        | 4   | 10 | 1  | 1  | 8  | 6  | 13 | -7  | 13.3% |
| 35     | Bogotá F. C.           | 3   | 10 | 0  | 3  | 7  | 3  | 13 | -10 | 10.0% |
| 36     | Patriotas              | 3   | 10 | 0  | 3  | 7  | 6  | 23 | -17 | 10.0% |

### Goleadores
| Jugador      | Equipo         | Goles |
| ------------ | -------------- | ----- |
| Dorlan Pabón | Envigado F. C. | 8     |
| Wilson Mena  | Once Caldas    | 8     |